# Солунско кралство
Солунското кралство (на гръцки: Βασίλειο της Θεσσαλονίκης; Thessaloniki) (1204–1224) е кръстоносна държава, основана през 1204 г. от рицарите кръстоносци върху част от балканските владения на унищожената по време на Четвъртия кръстоносен поход Византийска империя. Кралството е унищожено през 1224 г., когато столицата му Солун е завладяна от деспота на Епир Теодор Комнин.

## Основаване
След като през 1204 г. кръстоносците от Четвъртия кръстоносен поход успяват да завладеят Константинопол, те и византийците очакват водачът на похода Бонифаций Монфератски († 1207) да стане новият император на източната империя. Венецианците обаче усещат, че Бонифаций е близо до византийската корона, понеже брат му, кесарят Конрад († 1192), е бил женен (от 1187 г.) за Теодора, сестра на бившия византийски император Исаак II Ангел от сваленото византийско императорско семейство. Другият му брат, кесарят Рение Монфератски († 1183), приживе е бил женен за Мария Комнина, дъщерята на император Мануил I Комнин.
Тъй като венецианците искат проливите и свързаните с тях търговски пътища да се контролират от император, върху когото те ще могат да упражняват по-лесно своето влияние, хората на венецианския дож успяват да наложат кандидатурата на по-удобния Балдуин Фландърски, който е избран от кръстоносците за император на нововъзникналата Латинска империя.
След като Бонифаций неохотно приема избора на първия латински император, той е изпратен да завладее Солун – втория по големина град във Византия след Константинопол. За властта над града Бонифаций отново трябва да съперничи с император Балдуин I, който също иска града в границите на своите владения, но Бонифаций успява да спечели спора, отстъпвайки Крит на венецианците. Бонифаций завладява Солун по-късно през 1204 година и създава там кралство, васално на латинския император Балдуин, въпреки че титлата крал никога не е използвана официално. През XIII и XIV век историческите извори предполагат, че Бонифаций основава претенциите си към Солун на твърдението, че някога по-младият му брат Рение (Райнер) е преотстъпил града след сватбата си с Мария Комнина.

## История
Солунското кралство завладява земи по егейския бряг на Тракия, Тесалия и Македония, но вътрешните му граници са неопределени, защото кралството е постоянно във война със северната си съседка България, която иска да завладее остатъка от Византия, както и с разположеното на изток Епирско деспотство, което се опитва да завладее Константинопол. Солунското кралство е нападано също и от сваления император Алексий III Ангел, който бяга в Коринт, макар че бързо е разгромен. След победата Бонифаций завладява остров Евбея и помага на други кръстоносци да създадат Атинското херцогство и Ахейското княжество, които стават васални на кралството му.
Управлението на Бонифаций продължава по-малко от две години, преди да се сблъска с войските на българския цар Калоян. Убит е от българите на 4 септември 1207 година. Престолът е наследен от сина му Деметрий, който е бебе, така че същинската власт е в ръцете на разни едри феодали. Те веднага се разбунтуват срещу Латинската империя, но са победени от император Хенрих Фландърски през 1209 година. Тогава регент на Деметрий става брат му Юсташ. Имайки преимущество в тази обстановка, деспотът на Епир Михаил Комнин, бивш съюзник на Бонифаций, напада кралството през 1210 година, както и България. Хенрих побеждава и двете страни. След смъртта на Михаил през 1215 брат му Теодор Комнин продължава нападенията над кралството. През следващите девет години Теодор постепенно завладява кралството без самия град, но Латинската империя не може да отдели войски в защита на града поради постоянната си обвързаност в двубоя с Никейската империя. През 1224 година Деметрий става достатъчно голям, за да поеме властта. През 1222 г. обаче той бяга в Италия, където умира през 1230 г. 
Теодор превзема Солун през 1224 година и кралството става част от Епирското деспотство.

## Крале на Солун
Солунското кралство е управлявано от маркграфовете на Монферат от владетелската фамилия Алерамичи до 1284 година, а след смъртта на Деметрий титлата му е наследявана през 1227-1316 г. от фамилията на бургундските херцози. Балдуин II обещава титлата на Хуго IV, за да си върне Латинската империя.
- Бонифаций Монфератски (1204–1207)
- Деметрий Монфератски (1207–1224)
  - регент Оберто II от Биандрате (1207–1209)
  - регент Юсташ Фландърски (1209–1216)
  - регент Бертхолд фон Катценелнбоген) (1216–1224)
  - регент Гуидо Палавичини (1221–1224)

Завладяване на Солун през 1224 г. от Теодор Комнин, деспот на Епирското деспотство

## Крале в изгнание
- Деметрий Монфератски (1225–1230)
- император Фридрих II (1230–1239)
- Бонифаций II (1239–1253)
- Елена, племенница на Деметрий (и вероятно сестра на Бонифаций) 1240 получава Солун
- Вилхелм VII Монфератски (1253–1284)
- Ирина Монфератска, съпруга на император Андроник II Палеолог, 1303 Регентка, † 1317

### Стара Бургундска династия
- Хуго IV (1266–1271) (претендент)
- Робер II (1273–1305) (претендент до 1284 година)
- Хуго V (1305–1313)
- Луи Бургундски (1313–1316)
- Одо IV (1316–1320?) (правата му са съмнителни)

Одо IV прoдaвa правата си през 1321 г. на Филип I Тарентски д’Анжу.